# مارنيت باترسون
مارنيت بروفوست «مارن» باترسون (بالإنجليزية: Marnette Patterson)‏ (من مواليد 26 أبريل 1980) ممثلة أميركية.

## روابط خارجية
- مارنيت باترسون على موقع IMDb (الإنجليزية)
- مارنيت باترسون على موقع ألو سيني (الفرنسية)
- مارنيت باترسون على موقع أول موفي (الإنجليزية)
- مارنيت باترسون على موقع قاعدة بيانات الأفلام السويدية (السويدية)
- مارنيت باترسون على موقع قاعدة بيانات الفيلم (الإنجليزية)
- مارنيت باترسون على موقع كينوبويسك (الروسية)